# Acraea suffusa
Acraea suffusa är en fjärilsart som beskrevs av Eltringham 1912. Acraea suffusa ingår i släktet Acraea och familjen praktfjärilar. Inga underarter finns listade i Catalogue of Life.